# KF 레노바
FK 레노바(마케도니아어: ФК Ренова, FK Renova, 알바니아어: KF Renova)는 테토보 인근에 위치한 마을인 젭치슈테(Xhepçisht)를 연고로 하는 북마케도니아의 축구 클럽이다. 현재는 북마케도니아 1부 리그에 참가하고 있다.

## 성적
- 북마케도니아 1부 리그 우승 1회 (2009-10)
- 북마케도니아 2부 리그 준우승 1회 (2004-05)
- 북마케도니아컵 우승 1회 (2011-12)